# Джеррі Армстронг
Джеррі Армстронг (англ. Gerry Armstrong; нар. 23 травня 1954) — північноірландський футболіст, що грав на позиції нападника. По завершенні ігрової кар'єри — тренер.
Виступав, зокрема, за «Тоттенгем Готспур» та «Мальорку», а також національну збірну Північної Ірландії, з якою був учасником двох чемпіонатів світу.

## Клубна кар'єра
Армстронг почав свою кар'єру в клубі «Сент-Полс Свіфтс». Паралельно він грав у гельський футбол, однак, у зв'язку із забороною в ті роки гравцям в гельський футбол виступати в інших видах спорту, змушений був зайнятися футболом і зазначив, що його пізній повноцінний перехід у футбол позначився негативно на виступах. Згодом з 1971 по 1975 року виступав у чемпіонаті Північної Ірландії за «Кромак Альбіон» та «Бангор».
У листопаді 1975 року Армстронг переїхав до Англії, підписавши контракт з «Тоттенгем Готспур» на суму 25 тисяч фунтів стерлінгів. За «шпор» Джеррі дебютував 21 серпня 1976 року, у віці 22 років, в матчі проти «Іпсвіч Таун». Всього Армстронг провів у лондонському клубі 84 матчі і забив 10 голів.
У листопаді 1980 року Армстронг перейшов до клубу з Другого дивізіону Англії «Вотфорда» за 250 тисяч фунтів стерлінгів. «Шершням» в сезоні 1981/82 вдалося вперше в своїй історії вийти в Перший дивізіон Футбольної ліги, і Армстронгу вдалося забити перший гол клубу у вищому дивізіоні.
Після вкрай вдалого сезону 1982/83, в якому Джеррі з «Вотфордом» сенсаційно стали віце-чемпіоном Англії, у серпні 1983 року він перейшов в іспанську «Мальорку» за 200 тисяч фунтів стерлінгів. Відіграв за балеарський клуб наступні два сезони своєї ігрової кар'єри і у першому з них вилетів з вищого дивізіону країни.
Армстронг повернувся до Англії в серпні 1985 року, підписавши контракт з вищоліговим «Вест Бромвіч Альбіон» на правах вільного агента, але закріпитись у новій команді не зумів і у січні 1986 року був відданий в оренду «Честерфілду» з Третього дивізіону, після чого був викуплений клубом у березні цього ж року і зіграв за нього до кінця сезону. Дебют відбувся в матчі проти «Брентфорда», в цьому матчі йому вдалося забити (1:3).
У серпні 1986 року на правах вільного агента Армстронг підписав контракт з «Брайтон енд Гоув Альбіон». У січні 1987 року був відданий в оренду «Міллволлу». У 1988 році Армстронг повернувся у «Брайтон» і став граючим тренером", але покинув клуб після сварки з одним з фанатів клубу.
У лютому 1989 року став граючим тренером в «Кроулі Тауні», і тут теж в березні 1990 року покинув клуб через сварку з фанатом. Після цього Джеррі повернувся до Північної Ірландії і недовго пограв за «Гленавон», а у квітні 1991 року повернувся до Англії і до кінця сезону 1990/91 провів у нижчологовому «Бромлі».
Протягом 1991—1995 років був граючим тренером клубу «Вортінг», а завершив ігрову кар'єри в клубі «Вайтгок», де грав до 1998 року.

## Виступи за збірну
27 квітня 1977 року дебютував в офіційних іграх у складі національної збірної Північної Ірландії товариській грі проти збірної ФРН (0:5).
Через 6 років Армстронг був включений до складу збірної на чемпіонат світу 1982 року в Іспанії. Перший матч проти збірної Югославії завершився з рахунком 0:0. У другому матчі Армстронгу вдалося забити м'яч у ворота Гондурасу, але матч завершився нічиєю 1:1. В останньому матчі Північній Ірландії потрібно було перемагати Іспанію, що їм і вдалося, незважаючи на вилучення Мела Донахі. Єдиний забитий м'яч був на рахунку Армстронга. У другому раунді Північна Ірландія нічого не могла протиставити суперникам. Армстронгу вдалося знову відзначитися, але цей гол у ворота Франції нічого не вирішив (1:4). Всього на цьому Мундіалі Джеррі зіграв 5 матчів і забив 3 голи.
Він також був учасником чемпіонату світу 1986 року у Мексиці, але зіграв тільки в одному матчі, вийшовши на заміну на 71-й хвилині в матчі проти збірної Бразилії, а його команда не вийшла з групи.
Загалом протягом кар'єри у національній команді, яка тривала 10 років, провів у її формі 63 матчі, забивши 12 голів.

## Кар'єра тренера
У листопаді 1991 року Армстронг був призначений головним тренером «Вортінга». У 1994 році Джеррі став помічником головного тренера збірної Північної Ірландії Браяна Гамільтона. У 1995 році він покинув «Вортінг», а в березні 1996 року був призначений тренером молодіжної команди з Суррея.
У 2004 році він знову став асистентом головного тренера збірної Північної Ірландії, Лорі Санчеса. У серпні 2006 року вирішив піти з цієї посади, тому що його дружина Деббі народила дитину.